# Гаррісон-Парк
Гаррісон-Парк (англ. Harrison Park) — муніципалітет в Канаді, у провінції Манітоба.

## Населення
За даними перепису 2016 року, муніципалітет нараховував 1622 жителів, показавши скорочення на 9,8%, порівняно з 2011-м роком. Середня густина населення становила 1,7 осіб/км².
З офіційних мов обидвома одночасно володіли 80 жителів, тільки англійською — 1 510. Усього 155 осіб вважали рідною мовою не одну з офіційних, з них 5 — одну з корінних мов, а 110 — українську.
Працездатне населення становило 57,7% усього населення, рівень безробіття — 3,7% (4,7% серед чоловіків та 2,6% серед жінок). 75% були найманими працівниками, 23,8% — самозайнятими.
Середній дохід на особу становив $40 500 (медіана $31 664), при цьому для чоловіків — $45 503, а для жінок $35 429 (медіани — $35 968 та $28 768 відповідно).
32,6% мешканців мали закінчену шкільну освіту, не мали закінченої шкільної освіти — 20,4%, 47% мали післяшкільну освіту, з яких 24,6% мали диплом бакалавра, або вищий.
| Статево-вікова структура населення | Статево-вікова структура населення | Статево-вікова структура населення | Статево-вікова структура населення | Статево-вікова структура населення |
| ---------------------------------- | ---------------------------------- | ---------------------------------- | ---------------------------------- | ---------------------------------- |
|                                    |                                    |                                    |                                    |                                    |
| Всього                             | Всього                             | 51,5%48,5%                         |                                    |                                    |
| 0 — 14 років                       | 0 — 14 років                       |                                    | 9,2%                               | 9,2%                               |
| 15 — 64 років                      | 15 — 64 років                      |                                    | 58,6%                              | 58,6%                              |
| 65 і більше                        | 65 і більше                        |                                    | 32,2%                              | 32,2%                              |
| 85 і більше                        | 85 і більше                        |                                    | 4,3%                               | 4,3%                               |
| Середній вік (років)               | Середній вік (років)               | 53,052,6                           | 52,8                               | 52,8                               |
| Медіана (років)                    | Медіана (років)                    | 58,057,6                           | 57,8                               | 57,8                               |
| — чоловіки — жінки                 |                                    |                                    |                                    |                                    |

| Походження мешканців:     | Походження мешканців:     | Походження мешканців: | Походження мешканців: | Походження мешканців: |
| ------------------------- | ------------------------- | --------------------- | --------------------- | --------------------- |
| Походження                |                           |                       | осіб                  | %                     |
| Корінні американці        | Корінні американці        |                       | 70                    | 4.44%                 |
| Інше північноамериканське | Інше північноамериканське |                       | 320                   | 20.32%                |
| Європейське               | Європейське               |                       | 1 395                 | 88.57%                |
| британське                | британське                |                       | 800                   | 50.79%                |
| французьке                | французьке                |                       | 85                    | 5.4%                  |
| українське                | українське                |                       | 545                   | 34.6%                 |
| Азійське                  | Азійське                  |                       | 20                    | 1.27%                 |

| Зайнятість населення за галузями (за класифікацією NOC): | Зайнятість населення за галузями (за класифікацією NOC): | Зайнятість населення за галузями (за класифікацією NOC): | Зайнятість населення за галузями (за класифікацією NOC): | Зайнятість населення за галузями (за класифікацією NOC): |
| -------------------------------------------------------- | -------------------------------------------------------- | -------------------------------------------------------- | -------------------------------------------------------- | -------------------------------------------------------- |
|                                                          |                                                          |                                                          |                                                          |                                                          |
| Управління                                               | Управління                                               |                                                          | 25,9%                                                    | 25,9%                                                    |
| Бізнес, фінанси та адміністрування                       | Бізнес, фінанси та адміністрування                       |                                                          | 10,5%                                                    | 10,5%                                                    |
| Природничі та прикладні науки                            | Природничі та прикладні науки                            |                                                          | 3,7%                                                     | 3,7%                                                     |
| Охорона здоров'я                                         | Охорона здоров'я                                         |                                                          | 5,6%                                                     | 5,6%                                                     |
| Освіта, правозахист, муніципальні та урядові служби      | Освіта, правозахист, муніципальні та урядові служби      |                                                          | 13%                                                      | 13%                                                      |
| Мистецтво, культура, відпочинок та спорт                 | Мистецтво, культура, відпочинок та спорт                 |                                                          | 1,2%                                                     | 1,2%                                                     |
| Роздрібна торгівля та послуги                            | Роздрібна торгівля та послуги                            |                                                          | 17,9%                                                    | 17,9%                                                    |
| Гуртова торгівля, транспорт та обладнання                | Гуртова торгівля, транспорт та обладнання                |                                                          | 13,6%                                                    | 13,6%                                                    |
| Природні ресурси, сільське господарство                  | Природні ресурси, сільське господарство                  |                                                          | 6,2%                                                     | 6,2%                                                     |
| Виробництво                                              | Виробництво                                              |                                                          | 2,5%                                                     | 2,5%                                                     |

## Населені пункти
До складу муніципалітету входить індіанська резервація Роллін-Рівер, а також хутори, інші малі населені пункти та розосереджені поселення.

## Клімат
Середня річна температура становить 0,8°C, середня максимальна – 22,1°C, а середня мінімальна – -25,5°C. Середня річна кількість опадів – 486 мм.
| Клімат поселення                              | Клімат поселення | Клімат поселення | Клімат поселення | Клімат поселення | Клімат поселення | Клімат поселення | Клімат поселення | Клімат поселення | Клімат поселення | Клімат поселення | Клімат поселення | Клімат поселення | Клімат поселення |
| Показник                                      | Січ.             | Лют.             | Бер.             | Квіт.            | Трав.            | Черв.            | Лип.             | Серп.            | Вер.             | Жовт.            | Лист.            | Груд.            |                  |
| Середній максимум, °C                         | −13,25           | −9,05            | −2,45            | 7,50             | 15,64            | 21,40            | 22,11            | 21,07            | 15,52            | 8,66             | −1,7             | −10,92           |                  |
| Середня температура, °C                       | −19,39           | −15,18           | −8,58            | 1,38             | 9,50             | 15,24            | 17,46            | 16,40            | 10,85            | 3,99             | −6,35            | −15,6            |                  |
| Середній мінімум, °C                          | −25,5            | −21,3            | −14,7            | −4,75            | 3,37             | 9,10             | 12,80            | 11,74            | 6,20             | −0,67            | −11,02           | −20,24           |                  |
| Норма опадів, мм                              | 22               | 16               | 26               | 25               | 58               | 79               | 75               | 63               | 48               | 31               | 20               | 23               |                  |
| Середньомісячна швидкість вітру, м/с          | 3.90             | 3.90             | 4.00             | 4.20             | 4.40             | 4.00             | 3.50             | 3.60             | 4.00             | 4.20             | 4.10             | 3.90             |                  |
| Середньомісячна сонячна радіація, кДж/м²·день | 4065             | 7355             | 12750            | 17093            | 20150            | 21294            | 21894            | 18464            | 12773            | 7685             | 4096             | 3088             |                  |
| --------------------------------------------- | ---------------- | ---------------- | ---------------- | ---------------- | ---------------- | ---------------- | ---------------- | ---------------- | ---------------- | ---------------- | ---------------- | ---------------- | ---------------- |
| Джерело:                                      |                  |                  |                  |                  |                  |                  |                  |                  |                  |                  |                  |                  |                  |